# اقتصاد آنلاين
تُعتبر اقتصاد أونلاين أولى وكالات أنباء اقتصادية إيرانية تتطرّق إلى دراسة الأخبار وتقديم التحليلات المتعلقة بالمجالات الاقتصادية وتُعدّ في الوقت الحالي الموقع الإخباري الأكثر شعبية في مجال الاقتصاد. إن موقع اقتصاد أونلاين هو الموقع الاقتصادي الوحيد في إيران الّذي يزاول نشاطاته باللغتين الفارسية والإنجليزية. تتواجد في هذا الموقع الإخباري التحليلي أقسام متعددة بما فيها آخر أسعار العملات والذهب والمسكوكات، وآخر أسعار السوق وتعريف علماء الاقتصاد.
إنّ موقع اقتصاد أونلاين قد تمكّن من إحراز المكانة الثانية في الدورة الخامسة للكتابة الصحيحة حسب تقييم مجمع اللغة والأدب الفارسي.

## المكانة
حسب إعلان وزارة الثقافة والإرشاد الإسلامي عام 1396 (2017) قد سجّل موقع اقتصاد أونلاين تقدّماً ملحوظاً قياساً بعام 1395 (2016) (المكانة 28) وقد أحرز المكانة السادسة بين أكثر من 200 موقع إخباري. وهناك كثير من وكالات الأنباء ومصادر خبرية لديها صفحة خاصة بأخبار وتحليلات هذا الموقع الإخباري أو تستند إلى هذا الموقع. 
تُشرف على هذا الموقع الهيئة العليا للإشراف على وسائل الإعلام بشكل مباشر. إن أغلبية مخاطبي اقتصاد أونلاين هم أصحاب العمل، والمدراء، ورؤساء الشركات والناشطين الاقتصاديين الّذين يرغبون في تلقّي الأخبار في وقت مبكر وبالتّالي لايكتفون بتلقّيها من الصحف

## علماء الاقتصاد
عدد كبير من علماء الاقتصاد الإيرانيين والأجنبيين المقيمين داخل البلاد وخارجها بمن فيهم هادی صالحی اصفهانی، جواد صالحی اصفهانی، علی طیب نیا، مسعود نیلی، محمدهاشم پسران، محمد طبیبیان، فرشاد مؤمنی، محسن رنانی، علی مدنی زاده، عبد الناصر همتی وآخرين. 